# William Píriz
William Juan Píriz Cor (Montevideo, 21 novembre 1934) è un ex calciatore uruguaiano, di ruolo attaccante.

## Carriera

### Club
Giocò sempre nel campionato uruguaiano.

### Nazionale
Nel 1959 vinse con l'Uruguay il Campeonato sudamericano che si tenne in Ecuador.

## Palmarès

### Nazionale
- Coppa America: 1

Ecuador 1959